# Steven Nyman
Steven Nyman (* 12. Februar 1982 in Provo, Utah) ist ein ehemaliger US-amerikanischer Skirennläufer. Er gehörte von 2002 bis 2023 der US-Skinationalmannschaft an und gewann drei Abfahrten im Weltcup – alle drei auf der Saslong in Gröden. 2003 und 2005 wurde er US-amerikanischer Meister in der Abfahrt.

## Biografie
Nyman stand im Alter von zwei Jahren erstmals auf Skiern. Mit sieben Jahren bestritt er im Skigebiet von Sundance, wo sein Vater eine Skischule betrieb, sein erstes Rennen. Als 17-Jähriger begann er an den in Nordamerika ausgetragenen FIS-Rennen teilzunehmen. 2002 schaffte er den Sprung in den Kader des US-Teams für die Juniorenweltmeisterschaften im italienischen Tarvisio. Dort überraschte er die europäische Konkurrenz und wurde Juniorenweltmeister im Slalom. Zudem gewann er in der Alpinen Kombination die Silbermedaille. Sechs Tage nach Ende der Veranstaltung gab Nyman am 9. März 2002 beim Slalom von Flachau sein Debüt im Weltcup und fuhr auf Anhieb auf den 15. Rang.
Seine weitere sportliche Entwicklung wurde dann durch einen Bruch des linken Wadenbeins behindert, den er sich nach der Saison 2001/02 beim Skateboardfahren zuzog. Im Sommer 2002 konnte er deswegen kaum trainieren. Über FIS-Rennen und Starts im Europacup kämpfte er sich wieder an die nationale Spitze heran und feierte im März 2003 mit dem Gewinn der US-amerikanischen Meisterschaft in der Abfahrt ein erfolgreiches Comeback. Am 21. Januar 2004 gewann er eine Europacup-Abfahrt in Zauchensee, doch einen Tag darauf brach er sich auf derselben Piste das rechte Schienbein. Nachdem er in der Saison 2004/05 bereits wieder einige Top-10-Plätze im Nor-Am- und Europacup erreicht hatte, verletzte er sich kurz vor Beginn der Weltmeisterschaft erneut, weshalb er vier Wochen pausieren musste. Im April 2005 gewann er zum zweiten Mal die US-amerikanischen Meisterschaft in der Abfahrt. Seit seinen vielen Verletzungen konzentrierte sich Nyman vorwiegend auf die schnelleren Disziplinen Abfahrt und Super-G sowie die Kombination.
Ab der Saison 2005/06 nahm Nyman regelmäßig an den Weltcuprennen teil. Bei seinem Olympiadebüt 2006 in Turin erreichte er als besten Rang Platz 19 in der Abfahrt. Am 1. Dezember 2006 kam er als Dritter der Abfahrt von Beaver Creek erstmals im Weltcup auf das Podest und am 16. Dezember 2006 feierte er in der Abfahrt von Gröden seinen ersten Weltcupsieg. Bei den Weltmeisterschaften 2007 in Åre war sein bestes Resultat der neunte Platz in der Super-Kombination. Der dritte Weltcup-Podestplatz gelang Nyman am 30. November 2007 in der Abfahrt von Beaver Creek, wo er fünf Hundertstelsekunden hinter Michael Walchhofer Zweiter wurde. Im Januar 2009 verletzte sich Nyman bei einem Sturz in der Lauberhornabfahrt in Wengen. Er musste einige Wochen pausieren und versäumte deshalb die Weltmeisterschaft in Val-d’Isère.
Bei den Olympischen Winterspielen 2010 fuhr Nyman in der Abfahrt auf den 20. Platz und bei den Weltmeisterschaften 2011 in Garmisch-Partenkirchen auf den 13. Platz in derselben Disziplin. Da die ganz guten Ergebnisse im Weltcup ausblieben, bestritt er auch wieder im Nor-Am-Cup-Rennen und entschied in der Saison 2009/10 mit drei Siegen die Abfahrtswertung für sich. Anfang November 2011 erlitt Nyman beim Abfahrtstraining in Copper Mountain einen Riss der linken Achillessehne. Er konnte daher in der Saison 2011/12 an keinem einzigen Rennen teilnehmen. In seiner Comeback-Saison gewann Nyman am 15. Dezember 2012 mit der hohen Startnummer 39 überraschend die Weltcupabfahrt auf der Saslong in Gröden. Er feierte damit seinen zweiten Weltcupsieg, fast genau sechs Jahre nach seinem ersten Sieg am selben Ort. Diesen Erfolg konnte er jedoch vorerst nicht bestätigen und fuhr nur sporadisch in die Punkteränge. Dennoch nahm er an den Olympischen Winterspielen 2014 in Sotschi teil, wo er in der Abfahrt den 27. Platz belegte.
Zwei Wochen nach einem dritten Platz in der Abfahrt von Beaver Creek gelang Nyman am 19. Dezember 2014 der dritte Weltcupsieg, wiederum auf der Saslong in Gröden. Bei den Weltmeisterschaften 2015 in Beaver Creek wurde er in der Abfahrt Vierter, wobei er die Bronzemedaille um drei Hundertstelsekunden verpasste. Dennoch bezeichnete er dieses Rennen als eines der Höhepunkte seiner Karriere. In der Weltcupsaison 2015/16 stand Nyman viermal auf dem Podest, als Zweitplatzierter in Chamonix und St. Moritz sowie als Drittplatzierter in Jeongseon und Kvitfjell. Nyman war am 17. Dezember 2016 erneut in Gröden erfolgreich, wo er den dritten Platz belegte. Am 27. Januar 2017 kam er im Trainingslauf der Abfahrt in Garmisch-Partenkirchen schwer zu Sturz. Er erlitt dabei einen Kreuzbandriss im rechten Knie, was für ihn den Ausfall für die Rest der Saison bedeutete.
Mit drei Platzierungen unter den ersten zehn in der Saison 2018/19 verlief Nymans Weltcup-Comeback ansprechend. Bei den Weltmeisterschaften 2019 in Åre fuhr er im Super-G auf Platz 8. Im darauf folgenden Winter 2019/20 gelangen ihm zwar regelmäßig Ergebnisse in den Punkterängen, eine Top-10-Platzierung blieb ihm jedoch verwehrt. Während des Sommertrainings in Oregon zog er sich im August 2020 zum zweiten Mal einen Achillessehnenriss zu, diesmal auf der rechten Seite; erneut verpasste er eine ganze Saison. Im Winter 2021/22 konnte er zwar wieder regelmäßig punkten, wurde aber nicht für die Olympischen Winterspiele nominiert. Am 27. Februar 2023 gab Nyman bekannt, dass er bei der Weltcup-Abfahrt in Aspen am 4. März 2023 seine Karriere beenden wird.

## Privates
Nyman ist Mormone und Vater zweier Kinder. Neben seinen sportlichen Aktivitäten engagiert er sich sozial mit der Unterstützung der Stiftung A Child’s Hope. In Haiti half er beim Aufbau eines Waisenhauses für 32 Kinder mit.

## Erfolge

### Olympische Spiele
- Turin 2006: 19. Abfahrt, 29. Kombination, 43. Super-G
- Vancouver 2010: 20. Abfahrt
- Sotschi 2014: 27. Abfahrt

### Weltmeisterschaften
- Åre 2007: 9. Super-Kombination, 12. Super-G, 21. Abfahrt
- Garmisch-Partenkirchen 2011: 13. Abfahrt
- Schladming 2013: 25. Abfahrt
- Vail/Beaver Creek 2015: 4. Abfahrt, 20. Super-G
- Åre 2019: 8. Super-G, 23. Abfahrt

### Weltcup
- 11 Podestplätze, davon 3 Siege:

| Datum             | Ort    | Land    | Disziplin |
| ----------------- | ------ | ------- | --------- |
| 16. Dezember 2006 | Gröden | Italien | Abfahrt   |
| 15. Dezember 2012 | Gröden | Italien | Abfahrt   |
| 19. Dezember 2014 | Gröden | Italien | Abfahrt   |

### Weltcupwertungen
| Saison  | Gesamt | Gesamt | Abfahrt | Abfahrt | Super-G | Super-G | Slalom | Slalom | Kombination | Kombination |
| Saison  | Platz  | Punkte | Platz   | Punkte  | Platz   | Punkte  | Platz  | Punkte | Platz       | Punkte      |
| ------- | ------ | ------ | ------- | ------- | ------- | ------- | ------ | ------ | ----------- | ----------- |
| 2001/02 | 119.   | 16     | –       | –       | –       | –       | 50.    | 16     | –           | –           |
| 2005/06 | 46.    | 157    | 24.     | 86      | 33.     | 19      | –      | –      | 13.         | 52          |
| 2006/07 | 26.    | 340    | 10.     | 250     | 25.     | 47      | –      | –      | 21.         | 43          |
| 2007/08 | 49.    | 183    | 19.     | 150     | 32.     | 33      | –      | –      | –           | –           |
| 2008/09 | 78.    | 75     | 27.     | 69      | 46.     | 6       | –      | –      | –           | –           |
| 2009/10 | 89.    | 46     | 32.     | 46      | –       | –       | –      | –      | –           | –           |
| 2010/11 | 90.    | 60     | 32.     | 54      | 52.     | 6       | –      | –      | –           | –           |
| 2012/13 | 59.    | 112    | 20.     | 105     | 45.     | 7       | –      | –      | –           | –           |
| 2013/14 | 83.    | 54     | 35.     | 45      | 43.     | 9       | –      | –      | –           | –           |
| 2014/15 | 26.    | 346    | 6.      | 324     | 40.     | 22      | –      | –      | –           | –           |
| 2015/16 | 20.    | 440    | 6.      | 386     | 28.     | 54      | –      | –      | –           | –           |
| 2016/17 | 61.    | 120    | 22.     | 102     | 36.     | 18      | –      | –      | –           | –           |
| 2017/18 | 119.   | 19     | 41.     | 19      | –       | –       | –      | –      | –           | –           |
| 2018/19 | 46.    | 188    | 16.     | 148     | 26.     | 40      | –      | –      | –           | –           |
| 2019/20 | 55.    | 150    | 20.     | 101     | 26.     | 49      | –      | –      | –           | –           |
| 2021/22 | 85.    | 66     | 32.     | 63      | 48.     | 3       | –      | –      | –           | –           |

### Nor-Am Cup
- Saison 2004/05: 5. Gesamtwertung, 2. Abfahrtswertung, 4. Super-G-Wertung
- Saison 2009/10: 1. Abfahrtswertung
- 6 Podestplätze, davon 5 Siege:

| Datum             | Ort              | Land   | Disziplin |
| ----------------- | ---------------- | ------ | --------- |
| 9. Dezember 2003  | Beaver Creek     | USA    | Super-G   |
| 1. April 2005     | Mammoth Mountain | USA    | Abfahrt   |
| 9. Dezember 2009  | Lake Louise      | Kanada | Abfahrt   |
| 10. Dezember 2009 | Lake Louise      | Kanada | Abfahrt   |
| 25. Februar 2010  | Aspen            | USA    | Abfahrt   |

### Juniorenweltmeisterschaften
- Tarvisio 2002: 1. Slalom, 2. Kombination, 13. Abfahrt

### Weitere Erfolge
- 2 Siege im Europacup
- 1 Sieg im South American Cup
- 1 US-amerikanischer Meistertitel (Abfahrt 2003)
- 6 Siege in FIS-Rennen